# Bodil Jørgensen
Bodil Jørgensen est une actrice danoise née le 3 mars 1961 à Vejle.

## Filmographie
- 1990 : Min kone forstår mig Ikke : Telefondame
- 1992 : Planetens spejle : Videnskabskvinden (Scientifique)
- 1992 : Russian Pizza Blues
- 1994 : Enten eller - Du bestemmer
- 1995 : Alletiders nisse
- 1995 : Kun en pige : Gudrun
- 1997 : Nonnebørn : Søster Augustina / Sister Augustina
- 1997 : Strisser på Samsø
- 1997 : Vacances en famille : Sygeplejerske
- 1998 : Les Idiots de Lars von Trier : Karen
- 1999 : Janes drøm
- 1999 : Kajen mod vest
- 1999 : Klinkevals : Josephine
- 1999 : Menneskereden
- 1999 : Skybrud
- 2000 : Den vægelsindede
- 2000 : Fruen på Hamre : Bente
- 2000 : Juliane : Josephine
- 2001 : At klappe med een hånd : Enke
- 2001 : Send mere slik : Lissi Grise Knud
- 2002 : Langt fra Las Vegas
- 2003 : Er du skidt, skat ?
- 2003 : Jesus & Josefine
- 2003 : Les Bouchers verts d'Anders Thomas Jensen : Tina
- 2003 : Pagten
- 2004 : Krøniken
- 2004 : Silkevejen : Ami d'Ellen - Christine and Colleague
- 2005 : Anklaget de Jacob Thuesen : Skolepsykolog
- 2005 : Dark Horse de Dagur Kári : Gunvor
- 2005 : In transit
- 2005 : Jul i Valhal
- 2006 : Der var engang en dreng - som fik en lillesøster med vinger : Karin fra kommunen
- 2006 : Partus
- 2006 : The Amazing Death of Mrs Müller
- 2007 : Erik Nietzsche, mes années de jeunesse : Katrine Bonfils
- 2007 : Hjemve (da) : Myrtle
- 2007 : Mig & Che
- 2007 : Til døden os skiller : Infirmière
- 2008 : Album
- 2008 : En eaux troubles : Dansk Kone
- 2008 : Terriblement heureux (Frygtelig lykkelig) : Barman
- 2008 : Irrésistibles Canailles : Fru Rask
- 2008 : Jeg er bare den logerenden
- 2009 : Oldboys : Bente
- 2009 : Prut og Pølle - jagten på far
- 2009 : Se min kjole : Mor
- 2009 : Winnie og Karina - The Movie : Gerda
- 2010 : Den 2. side
- 2010 : Karla og Jonas : Kattedame
- 2010 : Bienvenue à Larkroad
- 2010 : Revenge : Rektor
- 2010 : Rytteriet
- 2010 : Smukke mennesker : Ingeborg
- 2011 : Hjælp, det er jul
- 2011 : Hvem Brænder Børnene I Helvede
- 2011 : Jensen & Jensen : Fru Jensen (voix)
- 2011 : Lykke
- 2011 : Ronal le Barbare : Bar Fairy (voix, animation)
- 2012 : Alting
- 2012 : Hvidsten gruppen : Gudrun Fiil
- 2012 : Ivan the Incredible : Fru Helmer / Gammel Dame (voix)
- 2012 : Limbo
- 2012 : Love Is All You Need de Susanne Bier : Vibe
- 2012 : Piggy
- 2013 : Badehotellet
- 2013 : Det slører stadig
- 2013 : Otto le rhinocéros : Fru Flora (voix)
- 2014 : A Second Chance de Susanne Bier : Retsmediciner
- 2014 : All Inclusive (en) : Lise
- 2014 : Far til fire - Onkel Sofus vender tilbage : Fru Sejersen
- 2014 : Serena de Susanne Bier : Mme Sloan
- 2015 : Albert de Karsten Kiilerich : Tahira (voix, animation)
- 2015 : Men and Chicken d'Anders Thomas Jensen : Ellen
- 2015 : Mennesker bliver spist : Ingelise
- 2016 : Forældre (Parents) de Christian Tafdrup : Vibeke
- 2016 : Julius et le Père Noël (Den magiske juleæske) de Jacob Ley : Inger (voix, animation)
- 2017 : Aldrig mere i morgen d'Erik Clausen : Englen

## Distinctions
- 2011 : Robert de la meilleure actrice dans un second rôle pour Mennesker Smukke
- (en) Bodil Jørgensen: Awards, sur l'Internet Movie Database